# Paidopithex
 Paidopithex  (Syn.: Pliohylobates) ist eine fossile Gattung der Altweltaffen aus dem oberen Miozän von Rheinhessen (Rheinland-Pfalz). Einzige bislang beschriebene Art ist Paidopithex rhenanus.

## Geschichte

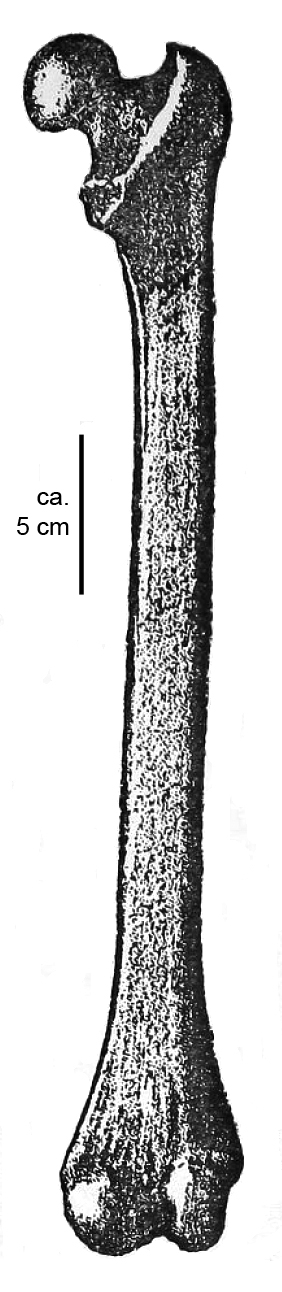
Abbildung des Holotyps in der Erstpublikation des Namens Paidopithex rhenanus (1895)

Der Holotyp der Gattung und zugleich der Art Paidopithex rhenanus, ein etwa 28 Zentimeter langer Oberschenkelknochen (Femur), wurde 1820 in einer Sandgrube bei Eppelsheim (heute Landkreis Alzey-Worms) in Rheinhessen (heute Rheinland-Pfalz) entdeckt und an Ernst Schleiermacher vom Großherzoglichen „Naturaliencabinet“ (dem Vorläufer des heutigen Hessischen Landesmuseums) in Darmstadt zur Begutachtung übergeben. Dieser schickte Abgüsse und Zeichnungen des Femurs, das er für menschlich hielt, an den bedeutenden französischen Naturforscher Georges Cuvier, bekam von diesem jedoch anscheinend nie eine Bewertung des Fundes zu lesen.
Erst 41 Jahre nach seiner Entdeckung wurde das Eppelsheimer Femur vom Darmstädter Paläontologen Johann Jakob Kaup in die wissenschaftliche Literatur eingeführt. Kaup ordnete den Knochen der 1856 von Edouard Lartet für Primatenfossilien aus dem Miozän des nördlichen Pyrenäenvorlandes neu errichteten Gattung und Art Dryopithecus fontani zu. Jedoch verwendete er den Namen „Hylobates fontani “ womit er dem berühmten britischen Paläontologen Richard Owen folgte, der davon überzeugt war, dass Dryopithecus identisch mit den rezenten Gibbons (seinerzeit sämtlich in der Gattung Hylobates vereint) ist. Eine ähnliche Ansicht zum Ausdruck brachte der Niederländer Eugène Dubois, indem er in einem Vortrag vor der Belgischen Gesellschaft für Geologie, Paläontologie und Hydrologie am 29. Oktober 1895 für das Eppelsheimer Femur die neue Gattung und Art Pliohylobates eppelsheimensis aufstellte. Heute gilt jedoch der in der gleichen Vortrags-Session von dem Bonner Paläontologen Hans Pohlig vorgeschlagene Name Paidopithex rhenanus.
Das Original des Holotyps wird heute nach wie vor im Hessischen Landesmuseum Darmstadt aufbewahrt. Eine Kopie davon befindet sich im Dinotherium-Museum in Eppelsheim.
Die gleiche Fundstelle lieferte außerdem, anscheinend irgendwann zwischen 1820 und 1861, einen einzelnen Oberkiefer-Eckzahn (Caninus), den Kaup (1861) „einem Cercopithecus ähnlichen Thiere“ zuordnete. Im Jahr 1935 wurde für diesen Zahn die neue Art Semnopithecus eppelsheimensis errichtet, die später in die wiederum eigens errichtete, mutmaßliche Dryopithecinen-Gattung Rhenopithecus gestellt wurde.

## Geologisches Alter
Der Holotyp stammt aus etwa zehn Millionen Jahre alten (obermiozänen), sandigen Ablagerungen des Ur-Rheins. Diese Flusssedimente werden als Dinotheriensande bezeichnet, weil sie oft Zähne oder Knochenreste des riesigen Rüsseltieres Deinotherium (auch Dinotherium) enthalten.

## Systematik
Aufgrund der spärlichen Überreste ist die systematische Zuordnung von Paidopithex schwierig. Favorisiert wurden traditionell eine Zugehörigkeit zu entweder der Gattung Dryopithecus, die als enger ausgestorbener Verwandter der Menschenaffen (Hominidae) gilt oder sogar selbst ein Menschenaffe ist, oder zur Familie Pliopithecidae, für deren ebenfalls sämtlich ausgestorbene Vertreter eine nähere Verwandtschaft zu den Gibbons und damit zumindest eine enge Beziehung zu den Menschenartigen (Hominoidea) vermutet wird. Köhler et al. (2002) schließen nach einer eingehenden und erstmals möglichen Untersuchung von Oberschenkelknochen von Dryopithecus eine sehr enge Verwandtschaft dieser Gattung mit Paidopithex aus. Sie geben daher der Pliopitheciden-Hypothese den Vorrang, ziehen aber auch in Erwägung, dass Paidopithex einen eigenen Seitenzweig der Altweltaffen repräsentieren könnte.